# 로마 국립박물관

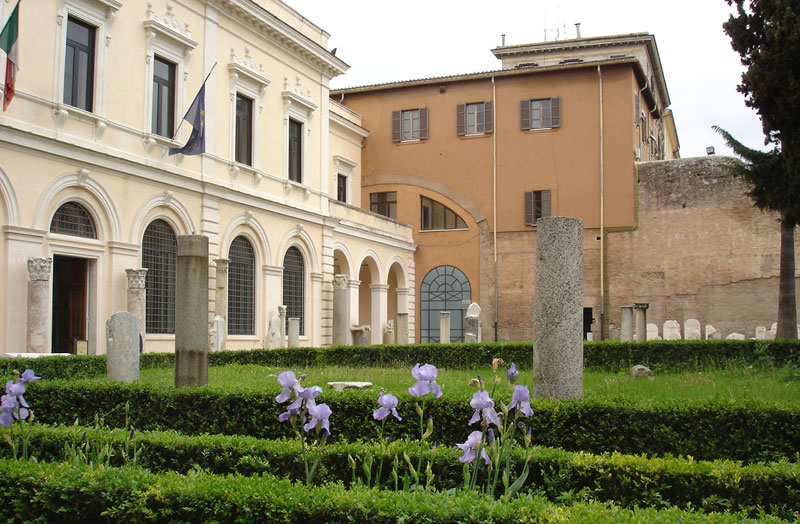
로마 국립박물관

로마 국립박물관은 이탈리아 로마에 있는 국립 박물관이다. 디오클레티아누스 욕장 국립 박물관, 마시모 궁전 국립 박물관, 알템프스 궁전 국립 박물관, 발비의 묘소 국립 박물관의 4개의 박물관으로 구분되어 있다.